# In a Silent Way
Az 1969-es In a Silent Way Miles Davis nagylemeze. Ezt az albumot tartják Davis első elektronikus korszaka kezdetének, és egyben első fúziós felvételének. Megjelenése idején megosztott véleménnyel voltak róla a kritikusok. Azóta Davis legjobb és legnagyobb befolyással bíró munkájának tartják. Szerepel az 1001 lemez, amit hallanod kell, mielőtt meghalsz című könyvben.

## Az album dalai

### Első oldal
1. Shhh/Peaceful (Miles Davis) – 18:16
  1. Shhh – 6:14
  2. Peaceful – 5:42
  3. Shhh – 6:20

### Második oldal
1. In a Silent Way/It's About That Time (Joe Zawinul, Davis) – 19:52
  1. In a Silent Way (Zawinul) – 4:11
  2. It's About That Time (Zawinul, Davis) – 11:27
  3. In a Silent Way (Zawinul) – 4:14

## Helyezések
| Lista (1969)                         | Helyezés |
| ------------------------------------ | -------- |
| U.S. Billboard Top LPs               | 134      |
| U.S. Billboard Best-Selling Jazz LPs | 3        |
| U.S. Billboard Best-Selling Soul LPs | 40       |

## Közreműködők
- Miles Davis – trombita
- Wayne Shorter – szopránszaxofon
- John McLaughlin – elektromos gitár
- Chick Corea – elektromos zongora
- Herbie Hancock – elektromos zongora
- Joe Zawinul – orgona
- Dave Holland – nagybőgő
- Tony Williams – dobok